# Кардиовален
Кардиовален (Cardiovalenum) — комбинированное лекарственное средство с кардиотоническим и седативным действием, обусловленным входящими в его состав компонентами. По седативному эффекту близок к отечественному препарату Корвалол (Corvalolum), но имеет различия в механизме воздействия на организм из-за иного состава. По АТХ-системе (анатомо-терапевтическо-химической классификации) относится к группе C01AX (сердечные гликозиды другие). 

## Форма выпуска
Препарат выпускается в капельной форме для перорального приема во флаконах-капельницах темного стекла разного объема: 15, 20 и 25 мл.

## Состав препарата
В препарате содержится две группы компонентов: активные и вспомогательные.
К активным компонентам относятся:
- Жидкий экстракт желтушника раскидистого (лат. Erýsimum diffúsum);
- Концентрированный адонизид (препарат из травы горицвета весеннего (лат. Adōnis vernālis);
- Настойка свежих корневищ валерианы лекарственной (лат. Valeriána officinális);
- Жидкий экстракт боярышника кроваво-красного (лат. Crataégus sanguínea);
- Синтетическая камфора;
- Натрия бромид.

К вспомогательным компонентам относится спирт этиловый 95 % (этанол) в процентном соотношении менее 2 % от объема флакона (в максимальной суточной дозе содержание этанола составляет до 0,6 г).

## Фармакологическое действие
Жидкий экстракт желтушника раскидистого содержит производные от строфантидина сердечные гликозиды (карденолиды) эризимин и эризимозид, которые имеют антиаритмическое и кардиотоническое действие. В семенах растения содержится эфирное (0,5—1 %) и жирное (27—42 %) масла. Кроме того, к сердечным гликозидам относится концентрированный адонизид, выделенный из травы, корневищ и семян горицвета весеннего. Трава содержит 0,07—0,15 % гликозидов сердечной группы цимарин и адонитоксин, а также сапонины и адонивернит, которые в терапевтических дозах регулируют сердечную деятельность, оказывают общеседативное и мочегонное действие.
Настойка из корневищ валерианы лекарственной является самостоятельным седативным лекарственным средством, которое действует как спазмолитик в отношении мочевыделительной системы и расширяет коронарные сосуды.
Жидкий экстракт боярышника кроваво-красного многокомпонентный, содержит набор кислот (акантоловая, неотеголовая, хлорогеновая, кофейная, лимонная, стеариновая, олеаноловая, аскорбиновая), флавоноиды витексин, кверцетин и кверцитрин, каротиноиды, дубильные вещества, набор эфирных и жирных масел, гликозид эскулин (кратегин), сахара, витамины К, Е, фитостерины.
Камфора изготавливается из пихтового масла, является аналептиком, который оказывает тонизирующий эффект на дыхательный и сосудодвигательный центр, а также усиливает обменные процессы в сердечной мышце.
Натрия бромид концентрирует и усиливает процессы торможения, происходящие в коре головного мозга, снижает возбудимость ЦНС и обладает противосудорожным действием.
Суммарный эффект, главным образом, кардиотонический и антиаритмический, имеется положительное влияние на сосуды сердца и головного мозга (расширение и снижение проницаемости стенок), артериальное давление и ЦНС.

## Показания к применению
- Неврозы и вегетативные неврозы;
- Повышенная раздражительность;
- Бессонница;
- Гипертоническая болезнь;
- Сердечно-сосудистая недостаточность;
- Ревматические пороки сердца;
- Кардиосклероз;
- Стенокардия.

## Противопоказания к применению
Противопоказания делятся на группы: абсолютные и относительные.
Абсолютными противопоказаниями являются:
- Высокая чувствительность к компонентам препарата;
- Эндокардит;
- Миокардит;
- Беременность и лактация.

Относительные противопоказания:
- Заболевания печени;
- Черепно-мозговые травмы и заболевания головного мозга острой и хронической формы;
- Эпилепсия;
- Алкоголизм.

## Способ применения и дозы
Препарат применяется единоразово при необходимости или курсом. Курсовое применение не должно превышать 20-30 дней, увеличение возможно только по рекомендации врача.
Способ приема: 15-20 капель нужно растворить в 50-70 мл воды и пить 1-2 раза в сутки за 30-40 минут до еды. Максимальная суточная доза препарата составляет 30-40 капель.

## Взаимодействие с другими лекарственными средствами
С осторожностью принимать вместе с препаратами, обладающими снотворным и/или седативным действием, а также лекарственными средствами, которые угнетают действие ЦНС.

## Побочные эффекты
- Аллергические реакции на составляющие препарата (тошнота, рвота и другие диспепсические расстройства);
- Головная боль;
- Мышечная слабость;
- Сонливость;
- Бромизм (насморк, кашель, конъюнктивит, общая вялость, ослабление памяти, кожная сыпь (лат. Acne bromica).

## Передозировка
Симптомами передозировки являются описанные выше побочные эффекты, а также сердечная аритмия.

## Долговременный прием
Длительное применение препарата в больших дозах может иметь негативные последствия:
- Понижение концентрации внимания;
- Уменьшение скорости психомоторных реакций.

Длительный прием не рекомендуется людям, водящим автотранспорт, или тем, кто работает с точными механизмами и аппаратами.

## Особые указания
При появлении побочных реакций со стороны ЦНС, мочевой, сердечно-сосудистой систем следует прекратить прием препарата. При наступлении аллергических реакций следует проконсультироваться с врачом, самостоятельное использование антигистаминных средств для снятия аллергического проявления не рекомендуется.

## Условия хранения
Хранить в защищенном от света месте при комнатной температуре не более 1 года с даты выпуска. Утилизация не требует специальных условий.

## Возможность транспортировки
Препарат можно провозить в ручной клади в самолете или наземном транспорте (международные поезда и иные виды транспорта).